# Mesótopos
Mesótopos är en ort i Grekland.   Den ligger i prefekturen Nomós Lésvou och regionen Nordegeiska öarna, i den östra delen av landet, 230 km nordost om huvudstaden Aten. Mesótopos ligger 188 meter över havet och antalet invånare är 773. Den ligger på ön Lesbos.
Terrängen runt Mesótopos är kuperad åt nordost, men åt sydväst är den platt. Havet är nära Mesótopos åt sydväst.  Närmaste större samhälle är Polichnítos, 16,4 km öster om Mesótopos. 